# خطوط ألوها الجوية الرحلة 243

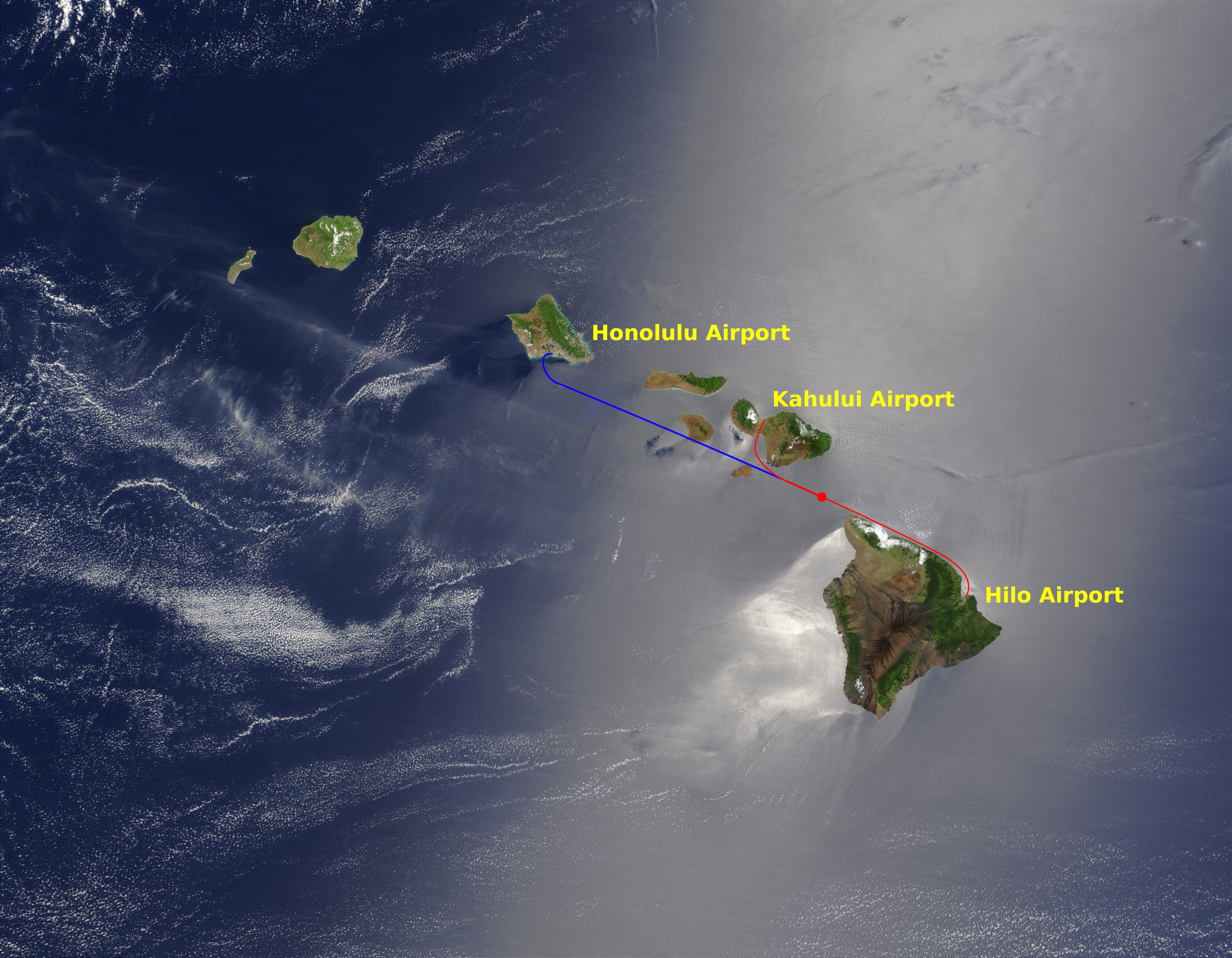

خطوط ألوها الجوية الرحلة 243 هي رحلة طيران من هيلو إلي هونولولو في 28 أبريل 1988 وتحمل علي متنها 89 راكبا و6 من أفراد الطاقم وبسبب أنخفاض الضغط بسبب خطأ ميكانيكي وهبطت أضطراريا في كاهولاوي بولاية جزر هاواي قتلت مضيفة جوية ونجا 94 شخصا من الحادث وجرح 65 شخصا.

## طاقم قمرة القيادة
- الكابتن روبرت لورانس شورنسثيمر (ولد في 21 أغسطس 1945 بمدينة أوكلاهوما سيتي) كان يبلغ من العمر 42 عاما كانت لديه خبرة 12 عاما مع القوات الجوية الأمريكية و10 سنوات و11 شهرآ مع خطوط ألوها الجوية.
- المساعد أول مادلين لين «ميمي» تومبكينز (ولدت في 14 فبراير 1952 بمدينة بورت أرثر) كانت تبلغ من العمر 36 عاما كانت لديها خبرة 11 عاما كطيارة للطائرات الصغيرة والشراعية و8 سنوات و10 شهرآ مع خطوط ألوها الجوية.[2][3][4]

## روابط خارجية
- Official accident report index page
- NTSB/AAR-89/03 Aloha Airlines, flight 243, Boeing 737-200, N73711, near Maui, Hawaii, April 28, 1988 National Transportation Safety Board, June 14, 1989
- The Ghost of Flight 243 - Alternative explanation of cause of failure
- Aviation disasters due to mechanical failures
- Pre-incident photos of N73711